# Alfred Wolfermann
Alfred Otto Ferdinand Wolfermann (* 21. Juni 1902 in Berlin; † 18. Juni 1945 ebenda) war ein deutscher Politiker (NSDAP).

## Leben
Wolfermann wurde als Sohn eines Gastwirtes geboren. Nach dem Volksschulabschluss arbeitete er ab 1916 als Bürobote und Bürogehilfe in Berlin. Er besuchte die Fortbildungsschule und war seit 1932 als Büroangestellter tätig.
Wolfermann trat im Oktober 1922 in die Großdeutsche Arbeiterpartei ein, die bereits ein Jahr später, ebenso wie die NSDAP, verboten wurde. Von 1923 bis 1925 war er Mitglied des Deutschvölkischen Schutz- und Trutzbundes. Von dort aus wechselte er zur Deutschvölkischen Freiheitspartei (DVFP), ehe er schließlich am 4. Januar 1926 in die NSDAP eintrat (Mitgliedsnummer 27.302). Von 1926 bis zum 31. Dezember 1937 war er Bezirksleiter bzw. Kreisleiter der NSDAP für die Bezirke Tiergarten und Schöneberg. Von März 1926 bis 1928 war er Mitglied im SA-„Gausturm“ Berlin.
Wolfermann war von 1930 bis 1933 Mitglied der Berliner Stadtverordnetenversammlung. Im April 1932 wurde er als Abgeordneter in den Preußischen Landtag gewählt, dem er bis zum Ablauf der vierten Legislaturperiode 1933 angehörte. Im Parlament vertrat er den Wahlkreis 3 (Potsdam II).
Während der Zeit des Nationalsozialismus übernahm Wolfermann Funktionen in der Berliner Stadtverwaltung. Er wurde im März 1933 unbesoldeter Stadtrat der Hauptverwaltung für Unfallfürsorge, Feuersozietät, Feuerwehr. Von 1933 bis 1934 war er Stadtrat beim Pfandbriefamt und von 1934 bis 1945 besoldeter Stadtrat der Hauptverwaltung. Innerhalb der SA wurde er am 9. November 1937 zum Sturmbannführer zur besonderen Verwendung, am 30. Januar 1941 zum Obersturmbannführer und am 9. November 1942 zum Standartenführer befördert.